# Simulium baffinense
Simulium baffinense är en tvåvingeart som beskrevs av Twinn 1936. Simulium baffinense ingår i släktet Simulium och familjen knott. Arten är reproducerande i Sverige. Inga underarter finns listade i Catalogue of Life.